# Stalachtis zephyritis
Stalachtis zephyritis är en fjärilsart som beskrevs av Johan Wilhelm Dalman 1823. Stalachtis zephyritis ingår i släktet Stalachtis och familjen juvelvingar. Inga underarter finns listade i Catalogue of Life.